# Нилова, Елизавета Корнильевна
Елизавета Корнильевна Нилова (урожденная Бороздина) — русская писательница и переводчица

 конца XVIII — начала XIX вв.

## Биография
Об её детстве и отрочестве информации практически не сохранилось, да и прочие биографические сведения о ней очень скудны и отрывочны; известно лишь, что Лиза была дочерью генерал-аншефа русской императорской армии Корнилия Богдановича Бороздина, деда историка К. М. Бороздина.
В 1770 году Елизавета Бороздина вышла замуж за бригадира А. П. Нилова. Моложожёны сперва жили в городе Тамбове, а затем пара переехала в Санкт-Петербург. Супруг был близко знаком с Гавриилом Романовичем Державиным, и в то время, когда последний был тамбовским губернатором, не мог не познакомить его с женой. В своих литературных трудах Е. К. Нилова охотно пользовалась указаниями и наставлениями Державина. 
Нилова близко дружила с М. Г. Орловой, которая в 1788 году посвятила ей свой перевод романа «Аббатство, или Замок Барфордский...» С. Ганнинг.
Её наиболее известные переводы: «Надгробные размышления, — сочиненные на английском языке Жервеем» (перевод с французского языка, М., 1782); «Приключения англичанина Эдуарда Вильсона» (перевод с немецкого языка, Тамбов, 1790); «Граф Вальмонт, или Заблуждения рассудка» (с французского, Тамбов, 1793—1796; посвященный ей своим детям П. А. и К. А. Ниловым); 2-е издание «с присовокуплением теории о истинном счастье, или науки сделаться благополучным, приноровленной к состоянию всех людей», и с приложением писем о воспитании девиц и о выборе чтения (Москва, 1801—1804, 3-е изд., там же, 1821). 
С 1799 по 1801 год свои стихотворные и прозаические переводы Нилова помещала в московском журнале «Иппокрена, или Утехи любословия».